# اعذريني (فلم)
اعذريني فيلم سعودي أنتج في الربع الأول من العام 2022م، وهو أحد الأفلام القصيرة التي فازت في مسابقة ضوء لدعم الأفلام لأفضل سيناريو، التي أطلقتها هيئة الأفلام التابعة لوزارة الثقافة عام 2019م.

## القصة
قصة زواج فتاة سمراء لم تكتمل ليلة زفافها، بسبب ضغوط أهل الزوج، حيث اضطر زوجها أن يقيم معرضاً تشكيلياً في ليلة الزفاف، ويرسمها في لوحة تشكيلية كبيرة، يضعها في المنتصف، إلى جانب لوحات أخرى أصغر، ويدعو له أصدقائه الفنانين، ولكن زوجته تفاجئه بمجيئها إليه في المعرض التشكيلي، بصحبة المعازيم، وتحدث المأساة.

## طاقم التمثيل
- أضوى فهد.
- محمد علي.
- دنيا العنزي.
- سعد محمد.
- محمد الغامدي.
- خالد القحطاني.
- محمد الضويحي.
- عبد العزيز المهدي.

- رهف راشد.[2]

## الجوائز
- في أغسطس 2022 حصل الفيلم على جائزتين، هما: "Best Screenplay and Best Web Series" أفضل سيناريو، وأفضل فيلم درامي يمكن مشاهدته على شكل حلقات قصيرة، وذلك في مهرجان "Global Film Festival Awards" في لوس أنجلوس في أمريكا.[4]
- فاز الفيلم في مسابقة ضوء لدعم الأفلام التي نظمتها هيئة الأفلام في مسار النصوص المكتملة للأفلام القصيرة عام 2020.[5]